# 薄網蘚
薄網蘚（学名：Leptodictyum riparium）为青蘚科薄網蘚屬下的一个种。